# 아이유의 음반 외 활동 목록

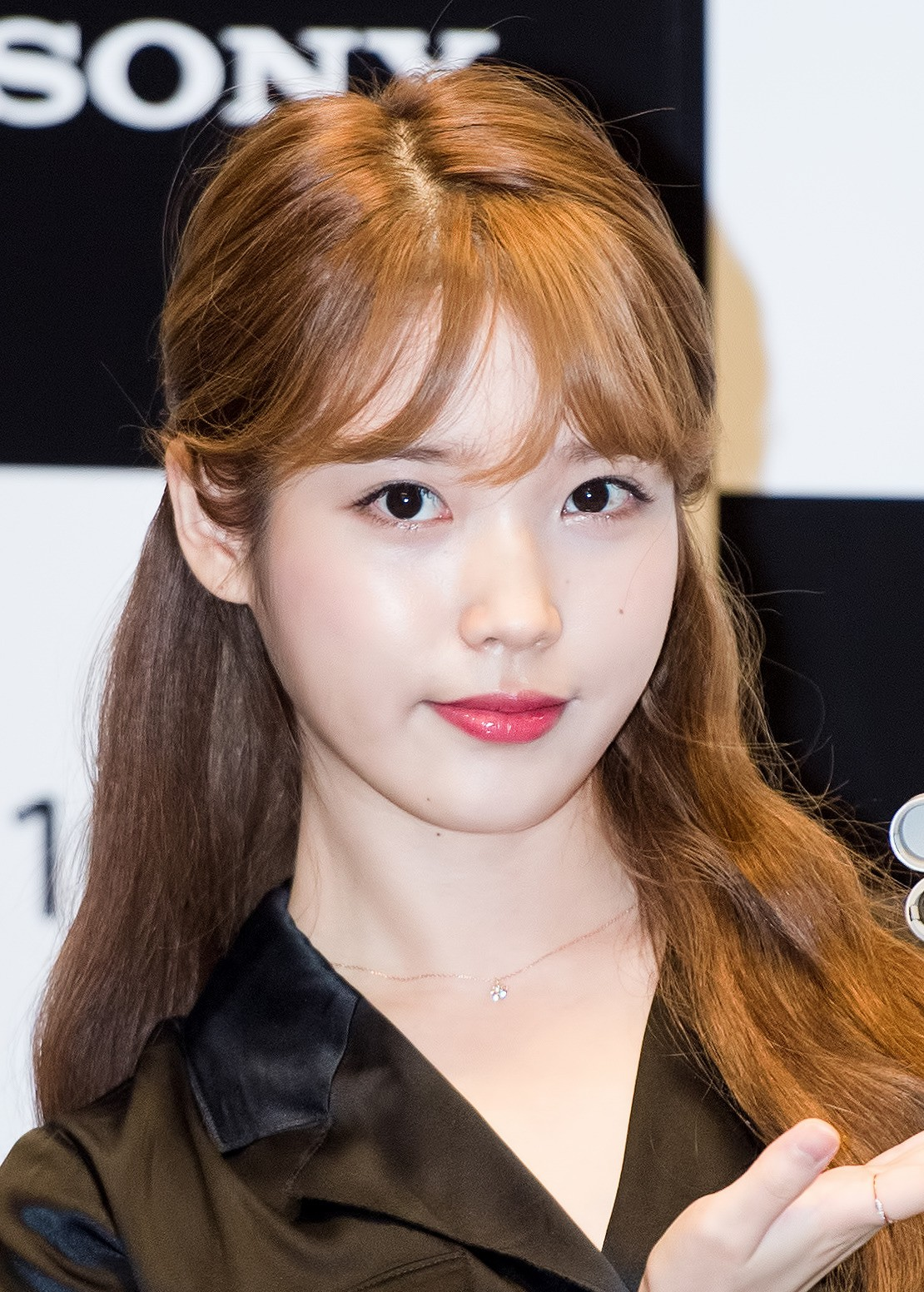

다음은 대한민국 여자 가수 아이유의 음반 외 활동을 나열한 것이다.

## 뮤직비디오
| 연도   | 월   | 곡 제목                | 시간  | 아이유 출연 | 관련음반                                            | 비고                                                 |
| ------ | ---- | ---------------------- | ----- | ----------- | --------------------------------------------------- | ---------------------------------------------------- |
| 2008년 | 9월  | 미아                   | 3:44  | O           | 미니 1집 《Lost and Found》                         | 엠블랙 천둥 특별 출연                                |
| 2009년 | 4월  | Boo                    | 3:33  | O           | 정규 1집 《Growing Up》                             |                                                      |
| 2009년 | 7월  | 있잖아 (Rock Ver.)     | 3:13  | O           | 정규 1집 《Growing Up》                             |                                                      |
| 2009년 | 8월  | 있잖아 (Rock Ver.)     | 3:12  | O           | 정규 1집 《Growing Up》                             | Dance ver.                                           |
| 2009년 | 7월  | 월화수목 금토일        | 3:49  | O           | 수호 미니 앨범 《DayZ》                             | 수호 출연                                            |
| 2009년 | 9월  | 247                    | 3:50  | X           | 세개의 시선 싱글 《Part III》                       |                                                      |
| 2009년 | 11월 | 아라로                 | 3:43  | X           | MBC 《선덕여왕》 OST                                |                                                      |
| 2009년 | 11월 | 바람꽃                 | 4:02  | X           | MBC 《선덕여왕》 OST                                |                                                      |
| 2009년 | 11월 | 마쉬멜로우             | 3:25  | O           | 미니 2집 《IU...IM》                                |                                                      |
| 2010년 | 2월  | 다섯째 손가락          | 3:36  | O           | 한일 프로젝트 TELECINEMA7 영화 《19(Nineteen)》 OST |                                                      |
| 2010년 | 6월  | 잔소리                 | 1:25  | O           | 싱글 《잔소리》                                     | 짧게 2절만 2AM의 슬옹과 녹음하는 장면으로 구성       |
| 2010년 | 7월  | 여자라서               | 3:41  | X           | MBC 《로드 넘버원》 OST                             |                                                      |
| 2010년 | 7월  | 사랑을 믿어요          | 4:18  | O           | KBS 《사랑의 리퀘스트》                             | 유승호 출연                                          |
| 2010년 | 9월  | 그러는 그대는          | 3:38  | X           | MBC 《2009 외인구단》 OST                           |                                                      |
| 2010년 | 10월 | Let's Go               | 3:34  | O           | 《Group of 20》 (2010 G20 서울 정상회의 캠페인송)   | 소녀시대, 샤이니, 카라 등 출연                       |
| 2010년 | 11월 | 선물                   | 4:53  | O           | 《Road For Hope `선물`》                            | 고두심, 인순이, 박신양, 윤하 등 출연                 |
| 2010년 | 12월 | 좋은 날                | 5:57  | O           | 미니 3집 《Real》                                   | 정재형, 이민수, 김이나 등 특별 출연                  |
| 2011년 | 2월  | 사랑하면 안될까        | 3:35  | O           | KBS 《드림하이》 OST                                | KBS 《드림하이》 출연진                              |
| 2011년 | 2월  | 나만 몰랐던 이야기     | 5:59  | O           | 싱글 《Real+》                                      | 박보영, 윤상 출연                                    |
| 2011년 | 2월  | 나만 몰랐던 이야기     | 3:26  | O           | 싱글 《Real+》                                      | 아이유 ver.                                          |
| 2011년 | 3월  | 가슴이 뛴다            | 4:23  | O           | 케이윌 미니 앨범 《가슴이 뛴다》                    | 이준 출연                                            |
| 2011년 | 3월  | 입이 떨어지지 않아서   | 1:48  | O           | 케이윌 미니 앨범 《가슴이 뛴다》                    | 이준, 노민우 출연                                    |
| 2011년 | 6월  | 얼음꽃                 | 3:38  | O           | 디지털 싱글 《얼음꽃》                              | 김연아 외 SBS 예능 프로그램 키스 앤 크라이 멤버 출연 |
| 2011년 | 11월 | 너랑 나                | 8:53  | O           | 정규 2집 《Last Fantasy》                           | 이현우 출연                                          |
| 2011년 | 12월 | 너랑 나                | 4:03  | O           | 정규 2집 《Last Fantasy》                           | Performance ver.                                     |
| 2012년 | 2월  | Last Fantasy           | 6:14  | O           | 정규 2집 《Last Fantasy》                           |                                                      |
| 2012년 | 2월  | Good Day               | 5:04  | O           | 일본 싱글 《Good Day》                              | 〈좋은 날〉의 일본어 버전                            |
| 2012년 | 5월  | 하루 끝                | 26:55 | O           | 싱글 《스무 살의 봄》                               | 단편 영화 형식                                       |
| 2012년 | 7월  | You and I              | 5:24  | O           | 일본 싱글 《You and I》                             | 〈너랑 나〉의 일본어 버전                            |
| 2012년 | 7월  | 달빛바다               | 3:44  | O           | 프로젝트 음반 《LOEN TREE Summer Story》            | 피에스타 출연                                        |
| 2013년 | 3월  | Beautiful Dancer       | 6:17  | O           | 일본 미니 음반 《Can You Hear Me?》                 | 히스토리 송경일 출연                                 |
| 2013년 | 10월 | 분홍신                 | 8:27  | O           | 정규 3집 《Modern Times》                           |                                                      |
| 2013년 | 10월 | 분홍신                 | 4:17  | O           | 정규 3집 《Modern Times》                           | Performance ver.                                     |
| 2013년 | 12월 | 금요일에 만나요        | 3:51  | O           | 정규 3집 리패키지 《Modern Times Epilogue》         | 히스토리 장이정 출연                                 |
| 2014년 | 4월  | 봄 사랑 벚꽃 말고      | 3:24  | O           | 디지털 싱글 《봄 사랑 벚꽃 말고》                   | HIGH4 출연                                           |
| 2014년 | 5월  | 나의 옛날 이야기       | 3:54  | O           | 리메이크 앨범 《꽃갈피》                            |                                                      |
| 2014년 | 10월 | 언제쯤이면             | 4:30  | O           | 윤현상 데뷔 미니 앨범 《피아노포르테》              | 윤현상 출연                                          |
| 2015년 | 6월  | 소울메이트             | 4:21  | O           | KBS1 《프로듀사》 OST                               | KBS1 《프로듀사》 출연진                             |
| 2015년 | 10월 | 스물셋                 | 3:54  | O           | 미니 4집 《CHAT-SHIRE》                             |                                                      |
| 2016년 | 8월  | 너를 위해              | 3:18  | O           | SBS 《달의 연인 - 보보경심 려》 OST                 | SBS 《달의 연인 - 보보경심 려》 출연진               |
| 2016년 | 8월  | Say Yes                | 3:45  | O           | SBS 《달의 연인 - 보보경심 려》 OST                 | SBS 《달의 연인 - 보보경심 려》 출연진               |
| 2016년 | 9월  | All With You           | 3:56  | O           | SBS 《달의 연인 - 보보경심 려》 OST                 | SBS 《달의 연인 - 보보경심 려》 출연진               |
| 2017년 | 3월  | 밤편지                 | 4:42  | O           | 정규 4집 《Palette》                                | 선공개곡                                             |
| 2017년 | 4월  | 팔레트                 | 3:38  | O           | 정규 4집 《Palette》                                |                                                      |
| 2017년 | 4월  | 이런 엔딩              | 4:09  | O           | 정규 4집 《Palette》                                | 김수현 출연                                          |
| 2017년 | 9월  | 어젯밤 이야기          | 4:12  | O           | 리메이크 앨범 《꽃갈피 둘》                         |                                                      |
| 2018년 | 1월  | 잊어야 한다는 마음으로 | 4:41  | O           | 리메이크 앨범《꽃갈피 둘》 미수록 곡                | 故 김광석 추모 곡, 박정민 출연                       |
| 2018년 | 4월  | 보통의 하루            | 4:36  | O           | tvN 《나의 아저씨》 OST                             | tvN 《나의 아저씨》 출연진                           |
| 2018년 | 5월  | 어른                   | 4:43  | O           | tvN 《나의 아저씨》 OST                             | tvN 《나의 아저씨》 출연진                           |
| 2018년 | 7월  | SoulMate               | 3:42  | O           | 지코(ZICO) 디지털 싱글 《SoulMate》                 | 지코(ZICO) 출연                                      |
| 2018년 | 10월 | 삐삐                   | 3:29  | O           | 디지털 싱글 《삐삐》                                |                                                      |

## 필모그래피

### 드라마
| 방송사 | 제목                                   | 배역              | 방송 기간                         | 횟수              |
| ------ | -------------------------------------- | ----------------- | --------------------------------- | ----------------- |
| KBS2   | 월화드라마 드림하이                    | 김필숙            | 2011년 1월 3일 ~ 2011년 2월 28일  | 16부작            |
| KBS2   | 월화드라마 드림하이 2                  | 김필숙 (특별출연) | 2012년 1월 30일                   | 1회               |
| SBS    | 주간 시트콤 도롱뇽도사와 그림자 조작단 | 지은 (특별출연)   | 2012년 3월 2일                    | 1회               |
| KBS2   | 주말연속극 최고다 이순신               | 이순신            | 2013년 3월 9일 ~ 2013년 8월 25일  | 50부작            |
| KBS2   | 수목드라마 예쁜 남자                   | 김보통            | 2013년 11월 20일 ~ 2014년 1월 9일 | 16부작            |
| KBS2   | 금토드라마 프로듀사                    | 신디              | 2015년 5월 15일 ~ 2015년 6월 20일 | 12부작            |
| SBS    | 월화드라마 달의 연인 - 보보경심 려     | 고하진/해수       | 2016년 8월 29일 ~ 2016년 11월 1일 | 20부작 (사전제작) |
| tvN    | 수목드라마 나의 아저씨                 | 이지안            | 2018년 3월 21일 ~ 2018년 5월 17일 | 16부작            |
| tvN    | 토일드라마 호텔 델루나                 | 장만월            | 2019년 7월 13일 ~ 2019년 9월 1일  | 16부작            |

### 영화
| 제목                           | 배역          | 개봉 연도 | 비고          |
| ------------------------------ | ------------- | --------- | ------------- |
| 초대받지 못한 손님             | 본인          | 2011년    | 영웅호걸 26회 |
| 새미의 어드벤쳐 2              | 엘라          | 2012년    | 더빙          |
| 리얼                           | 시상식 도우미 | 2017년    | 우정출연      |
| 러브 세트 (TRACK #1)           |               | 2019년    | 페르소나      |
| 썩지 않게 아주 오래 (TRACK #2) |               | 2019년    | 페르소나      |
| 키스가 죄 (TRACK #3)           |               | 2019년    | 페르소나      |
| 밤을 걷다 (TRACK #4)           |               | 2019년    | 페르소나      |
| 아무도 없는 곳                 | 미영          | 2019년    |               |
| 브로커                         | 소영          | 2022년    | 주연          |
| 드림                           | 이소민        | 2023년    | 주연          |

## 방송

### 진행·고정
아래는 특별출연 및 일회성 출연이 아닌 고정 진행자 및 고정 게스트인 경우만 나열하였다.
| 연도   | 방송사  | 제목                     | 방송 기간                                                           | 횟수   | 비고                                 |
| ------ | ------- | ------------------------ | ------------------------------------------------------------------- | ------ | ------------------------------------ |
| 2009년 | MBC게임 | IU의 스타포유            | 2009년 7월 16일 ~ 2009년 8월 28일                                   | 14부작 | 단독MC                               |
| 2009년 | 곰TV    | 곰TV 뮤직차트쇼(GMC)     | 2009년 8월 28일 ~ 2010년 2월 26일                                   | 27부작 | 단독MC                               |
| 2010년 | MBC     | 제28회 MBC 창작동요제    | 2010년 5월 5일                                                      | 1부작  | 공동MC                               |
| 2010년 | SBS     | 일요일이 좋다 - 영웅호걸 | 2010년 7월 18일 ~ 2011년 5월 1일                                    | 40부작 |                                      |
| 2010년 | KBS     | 유희열의 스케치북        | 2010년 11월 5일 ~ 2010년 12월 3일                                   | 4부작  | 11월의 가수 - '만.지.다' 고정 게스트 |
| 2011년 | SBS     | SBS 인기가요             | 2011년 3월 20일 ~ 2012년 5월 27일 2012년 8월 26일 ~ 2013년 7월 28일 |        | 공동MC                               |
| 2011년 | SBS     | 김연아의 키스 & 크라이   | 2011년 5월 22일 ~ 2011년 7월 10일                                   | 14부작 |                                      |
| 2011년 | KBS2    | TV50년 예능로드          | 2011년 12월 30일                                                    | 1부작  | 공동MC                               |
| 2012년 | MBC     | 최강연승 퀴즈쇼 Q        | 2012년 8월 19일 ~ 2012년 12월 28일                                  | 20부작 | 공동MC                               |
| 2012년 | SBS     | SBS 가요대전             | 2012년 12월 29일                                                    | 1부작  | 공동MC                               |
| 2014년 | KBS2    | 쟁반 릴레이송            | 2014년 9월 8일                                                      | 1부작  | 공동MC                               |
| 2015년 | SBS     | SBS 가요대전             | 2015년 12월 27일                                                    | 1부작  | 공동MC                               |
| 2017년 | JTBC    | 효리네 민박              | 2017년 6월 25일 ~ 2017년 9월 24일                                   | 14부작 | 직원                                 |
| 2017년 | SBS     | SBS 가요대전             | 2017년 12월 25일                                                    | 1부작  | 공동MC                               |

### 게스트 출연
| 연도   | 방송사     | 제목                                                   | 역할      | 방송 기간             | 횟수          | 비고      |
| ------ | ---------- | ------------------------------------------------------ | --------- | --------------------- | ------------- | --------- |
| 2009년 | KBS2       | 스타골든벨                                             | 게스트    | 5월 2일               |               | 예능      |
| 2009년 | KBS2       | 스타골든벨                                             | 게스트    | 6월 13일              |               | 예능      |
| 2009년 | KBS2       | 스타골든벨                                             | 게스트    | 6월 27일              |               | 예능      |
| 2009년 | KBS2       | 유희열의 스케치북                                      | 뮤지션    | 7월 3일               | 10회          | 예능      |
| 2009년 | KBS2       | 스타골든벨                                             | 게스트    | 8월 22일              |               | 예능      |
| 2009년 | KBS2       | 스타골든벨                                             | 게스트    | 11월 21일             |               | 예능      |
| 2010년 | KBS2       | 유희열의 스케치북                                      | 뮤지션    | 1월 1일               | 34회          | 예능      |
| 2010년 | MBC        | 음악여행 라라라                                        | 뮤지션    | 1월 27일              |               | 예능      |
| 2010년 | MBC        | 세바퀴                                                 | 게스트    | 8월 7일               |               | 예능      |
| 2010년 | MBC        | 무한도전 - 박명수의 게릴라 콘서트 in 지산 특집         | 특별 출연 | 9월 11일              | 215회         | 예능      |
| 2010년 | KBS2       | 스타골든벨                                             | 게스트    | 9월 11일              |               | 예능      |
| 2010년 | KBS2       | 위기탈출 넘버원                                        | 게스트    | 9월 13일              | 256회         | 예능      |
| 2010년 | KBS2       | 대국민 토크쇼 안녕하세요                               | 게스트    | 12월 6일              |               | 예능      |
| 2011년 | MBC        | 무한도전 - 연말정산 뒤끝공제 특집                      | 게스트    | 1월 1일               |               | 예능      |
| 2011년 | MBC        | 공감토크쇼 놀러와                                      | 게스트    | 3월 14일              |               | 예능      |
| 2011년 | SBS        | 웰컴 투 더 SHOW                                        | 특별 출연 | 3월 16일              |               | 시트콤    |
| 2011년 | KBS2       | 유희열의 스케치북                                      | 뮤지션    | 3월 12일              |               | 예능      |
| 2011년 | MBC        | 황금어장 라디오스타                                    | 게스트    | 3월 24일              |               | 예능      |
| 2011년 | SBS        | 한밤의 TV연예                                          | 게스트    | 5월 5일               |               | 예능      |
| 2011년 | SBS        | 런닝맨                                                 | 게스트    | 5월 15일              | 43회          | 예능      |
| 2011년 | KBS2       | 자유선언 토요일-불후의 명곡 2 : 전설을 노래하다        | 뮤지션    | 6월 4일               |               | 예능      |
| 2011년 | JTBC       | JTBC 뉴스룸                                            | 게스트    | 12월 1일              |               | 뉴스      |
| 2011년 | MBC        | 세바퀴                                                 | 게스트    | 12월 10일             |               | 예능      |
| 2011년 | KBS2       | 김승우의 승승장구                                      | 게스트    | 12월 13일             |               | 예능      |
| 2011년 | KBS2       | 유희열의 스케치북                                      | 뮤지션    | 12월 16일             | 125회         | 예능      |
| 2011년 | KBS2       | 유희열의 스케치북 - 크리스마스 특집                    | 뮤지션    | 12월 23일             | 126회         | 예능      |
| 2011년 | KBS2       | 대국민 토크쇼 안녕하세요                               | 게스트    | 12월 26일             |               | 예능      |
| 2012년 | MBC        | 공감토크쇼 놀러와 - 샤방샤방랭킹 내 마음을 뺏어봐 코너 | 게스트    | 1월 16일              |               | 예능      |
| 2012년 | KBS2       | 설특집 세자빈 프로젝트 - 왕실의 부활                   | 게스트    | 1월 23일              | 1부작         | 예능      |
| 2012년 | SBS        | 설특집 배우 팝스타                                     | 심사위원  | 1월 24일              | 1부작         | 예능      |
| 2012년 | KBS2       | 설특집 개그 월드컵                                     | 심사위원  | 1월 24일              | 1부작         | 예능      |
| 2012년 | KBS2       | K-POP스타 세계를 홀리다                                | 게스트    | 4월 14일 ~ 5월 5일    |               | 시사/교양 |
| 2012년 | KBS2       | 유희열의 스케치북                                      | 뮤지션    | 5월 25일              | 146회         | 예능      |
| 2012년 | SBS        | 런닝맨                                                 | 게스트    | 1월 15일              | 77회          | 예능      |
| 2012년 | SBS        | 런닝맨                                                 | 게스트    | 5월 27일              | 96회          | 예능      |
| 2012년 | SBS        | 강심장                                                 | 게스트    | 5월 29일              | 132회         | 예능      |
| 2012년 | SBS        | 런던 2012 올림픽 선수단 필승콘서트 - 위 아 더 챔피언   | 게스트    | 7월 27일              | 1부작         |           |
| 2012년 | KBS2       | 연예가중계                                             | 게스트    | 9월 2일               |               | 예능      |
| 2012년 | MBC        | 섹션TV 연예통신                                        | 게스트    | 9월 8일               |               | 예능      |
| 2012년 | SBS        | 고쇼                                                   | 게스트    | 11월 2일              | 29회          | 예능      |
| 2013년 | KBS2       | 유희열의 스케치북                                      | 뮤지션    | 10월 11일             | 206회         | 예능      |
| 2013년 | KBS2       | 연예가중계                                             | 게스트    | 10월 12일             |               | 예능      |
| 2013년 | KBS2       | 대국민 토크쇼 안녕하세요                               | 게스트    | 10월 14일             |               | 예능      |
| 2013년 | SBS        | 런닝맨                                                 | 게스트    | 10월 20일             | 168회         | 예능      |
| 2013년 | SBS        | 한밤의 TV연예                                          | 게스트    | 10월 23일             |               | 예능      |
| 2013년 | KBS2       | 해피투게더 3 - '인생 한 방' 특집 편                    | 게스트    | 10월 31일             | 323회         | 예능      |
| 2013년 | KBS2       | 유희열의 스케치북                                      | 뮤지션    | 11월 10일             |               | 예능      |
| 2013년 | MBC every1 | 주간 아이돌                                            | 게스트    | 11월 13일             | 121회         | 예능      |
| 2013년 | MBC 뮤직   | 피크닉 라이브 소풍                                     | 뮤지션    | 11월 14일             |               | 예능      |
| 2013년 | JTBC       | 히든싱어 시즌 2                                        | 뮤지션    | 11월 27일             |               | 예능      |
| 2013년 | KBS2       | 가요대축제                                             | 뮤지션    | 12월 27일             | 1부작         | 예능      |
| 2013년 | MBC        | 2013 가요대제전                                        | 뮤지션    | 12월 31일             | 1부작         | 예능      |
| 2014년 | MBC        | 섹션TV 연예통신                                        | 게스트    | 1월 21일              |               | 예능      |
| 2014년 | MBC        | 섹션TV 연예통신                                        | 게스트    | 2월 2일               |               | 예능      |
| 2014년 | KBS2       | 아디오스 퀸연아                                        | 내레이션  | 2월 21일              | 1부작         | 시사/교양 |
| 2014년 | MBC        | 음악여행 예스터데이                                    | 뮤지션    | 3월 1일 ~ 3월 8일     | 3회 ~ 4회     | 예능      |
| 2014년 | OnStyle    | 겟 잇 뷰티 2014                                        | 게스트    | 3월 5일               |               | 예능      |
| 2014년 | KBS2       | 나는 남자다                                            | 게스트    | 8월 8일               | 1화           | 예능      |
| 2014년 | SBS        | 한밤의 TV연예                                          | 게스트    | 3월 12일              |               | 예능      |
| 2014년 | KBS2       | 유희열의 스케치북                                      | 뮤지션    | 9월 13일              | 242회         | 예능      |
| 2014년 | KBS1       | 2014 한중가요제                                        | 뮤지션    | 12월 14일             |               | 예능      |
| 2014년 | KBS2       | 연예가중계                                             | 게스트    | 12월 20일             |               | 예능      |
| 2015년 | SBS        | 한밤의 TV연예                                          | 게스트    | 1월 28일              |               | 예능      |
| 2015년 | SBS        | 한밤의 TV연예                                          | 게스트    | 2월 18일              |               | 예능      |
| 2015년 | MBC        | 무한도전 - 영동고속도로 가요제                         | 뮤지션    | 7월 24일 ~ 8월 22일   |               | 예능      |
| 2015년 | MBC        | 나의 머니 파트너 : 옆집의 CEO들                        | 게스트    | 1월 29일              |               | 예능      |
| 2016년 | 후난위성TV | 소년의 밤 춘완                                         | 뮤지션    | 2월 2일               |               |           |
| 2016년 | MBC        | 나의 머니 파트너 : 옆집의 CEO들                        | 게스트    | 2월 5일               |               | 예능      |
| 2016년 | SBS        | 꽃놀이패                                               | 게스트    | 12월 4일              | 14회          | 예능      |
| 2016년 | KBS1       | 열린 음악회                                            | 뮤지션    | 11월 27일             | 1129회        | 예능      |
| 2017년 | KBS2       | 연예가중계                                             | 게스트    | 4월 29일              |               | 예능      |
| 2017년 | KBS2       | 유희열의 스케치북                                      | 뮤지션    | 4월 29일              | 362회         | 예능      |
| 2017년 | MBC 뮤직   | 피크닉 라이브 소풍                                     | 뮤지션    | 5월 11일 ~ 5월 18일   | 104회 ~105회  | 예능      |
| 2017년 | SBS        | 판타스틱 듀오 2                                        | 뮤지션    | 5월 28일 ~ 6월 2일    | 9회 ~ 10회    | 예능      |
| 2017년 | MBC 뮤직   | 피크닉 라이브 소풍                                     | 뮤지션    | 6월 1일               | 107회         | 예능      |
| 2017년 | KBS2       | 해피투게더 3 - '보고 싶다 친구야' 특집 편              | 게스트    | 6월 1일               | 501회         | 예능      |
| 2018년 | JTBC       | JTBC 뉴스룸                                            | 게스트    | 1월 17일              |               | 뉴스      |
| 2018년 | KBS2       | 유희열의 스케치북                                      | 뮤지션    | 6월 2일               | 400회         | 예능      |
| 2018년 | SBS        | 폼나게 먹자                                            | 게스트    | 9월 7일 ~ 9월 14일    | 1회 ~ 2회     | 예능      |
| 2018년 | MBC        | 섹션TV 연예통신                                        | 게스트    | 10월 15일             | 936회         | 예능      |
| 2018년 | JTBC       | 아는 형님                                              | 게스트    | 10월 20일 ~ 10월 27일 | 150회 ~ 151회 | 예능      |
| 2018년 | KBS2       | 대화의 희열                                            | 게스트    | 10월 27일             | 8회           | 예능      |
| 2020년 | tvN        | 바퀴 달린 집                                           | 게스트    | 7월 23일 ~ 7월 30일   | 7회 ~ 8회     | 예능      |
| 2021년 | tvN        | 유 퀴즈 온 더 블럭                                     | 게스트    | 3월 31일              | 100회         | 예능      |
| 2025년 | 유튜브     | 핑계고                                                 | 게스트    | 3월 1일               | 69회          | 예능      |

### 모바일 미디어
| 연도   | 채널                   | 제목                        | 역할   | 방송 기간                 | 횟수 |
| ------ | ---------------------- | --------------------------- | ------ | ------------------------- | ---- |
| 2015년 | V App                  | 라이브 토크                 | 진행   | 2015년 10월 24일 오후 7시 |      |
| 2017년 | 딩고 뮤직(dingo music) | 52인터뷰                    | 게스트 | 2017년 4월 20일           |      |
| 2017년 | V Live                 | 아이유의 눕방 라이브        | 진행   | 2017년 4월 27일 오후 11시 |      |
| 2017년 | 딩고(dingo)            | 수고했어 오늘도             | 게스트 | 2017년 4월 29일           | 19회 |
| 2017년 | 딩고 뮤직(dingo music) | 세상에서 가장 아름다운 노래 | 뮤지션 | 2017년 9월 29일           |      |

### 라디오 프로그램
아래는 일일게스트를 제외한 DJ 혹은 고정게스트인 경우만 나열하였다.
- DJ

| 방송사     | 프로그램명                | 기간                              | 횟수 | 비고    |
| ---------- | ------------------------- | --------------------------------- | ---- | ------- |
| MBC 표준FM | 박경림의 별이 빛나는 밤에 | 2010년 1월 28일 ~ 2010년 7월 1일  | 17회 | 공동 DJ |
| MBC FM4U   | 윤두준, 아이유의 친한친구 | 2010년 4월 26일 ~ 2010년 5월 9일  | 14회 | 임시 DJ |
| MBC FM4U   | 노홍철의 친한친구         | 2010년 5월 16일 ~ 2010년 6월 20일 | 4회  | 공동 DJ |
| KBS 쿨FM   | 유인나의 볼륨을 높여요    | 2014년 7월 25일 ~ 2014년 7월 27일 | 3회  | 임시 DJ |
| MBC FM4U   | FM 음악도시               | 2014년 4월 14일                   | 1회  | 임시 DJ |

- 고정게스트

| 방송사     | 프로그램명                  | 코너명                                | 기간                                | 횟수 |
| ---------- | --------------------------- | ------------------------------------- | ----------------------------------- | ---- |
| KBS 쿨FM   | 슈퍼주니어의 키스 더 라디오 | 라이브 리퀘스트 - 해체직전            | 2009년 8월 6일 ~ 2009년 9월 24일    | 7회  |
| KBS 쿨FM   | 메이비의 볼륨을 높여요      | 오빠들이 들려주는 연애이야기          | 2009년 8월 21일 ~ 2009년 10월 23일  | 7회  |
| MBC FM4U   | 태연의 친한친구             | 여수다                                | 2009년 10월 20일 ~ 2009년 10월 27일 | 2회  |
| MBC FM4U   | 태연의 친한친구             | 학교전설                              | 2009년 11월 3일 ~ 2010년 4월 20일   | 21회 |
| MBC 표준FM | 박경림의 별이 빛나는 밤에   | 퀴즈 열전                             | 2009년 10월 21일 ~ 2009년 11월 19일 | 4회  |
| MBC 표준FM | 박경림의 별이 빛나는 밤에   | 1030 상담소                           | 2009년 11월 26일 ~ 2010년 7월 1일   | 27회 |
| KBS 쿨FM   | 메이비의 볼륨을 높여요      | 아, 이유 있는 음악                    | 2010년 3월 14일 ~ 2010년 4월 14일   | 4회  |
| SBS 파워FM | 김희철의 영스트리트         | 대리검색 1077                         | 2010년 4월 5일 ~ 2010년 7월 12일    | 12회 |
| SBS 파워FM | 스윗소로우의 텐텐클럽       | 선곡여왕                              | 2010년 4월 7일 ~ 2010년 7월 7일     | 10회 |
| MBC FM4U   | 노홍철의 친한친구           | MBC 창사 49주년 일요특별기획 The 놀자 | 2010년 5월 16일 ~ 2010년 6월 20일   | 5회  |
| MBC FM4U   | 노홍철의 친한친구           | [ 출처 필요 ]                         | 2010년 6월 23일 ~ 2010년 7월 7일    | 3회  |
| KBS 쿨FM   | 나르샤의 볼륨을 높여요      | 변PD의 수다용접실                     | 2010년 6월 4일 ~ 2010년 7월 2일     | 3회  |
| KBS 쿨FM   | 이수영의 뮤직쇼             | 아이.돌                               | 2010년 6월 12일 ~ 2010년 7월 10일   | 5회  |

## 기타 활동

### 홍보대사
| 연도            | 홍보대사명                           | 비고   |
| --------------- | ------------------------------------ | ------ |
| 2012년          | 여수세계박람회 홍보대사              | [ 13 ] |
| 2012년 ~ 2014년 | 학교폭력 예방을 위한 경찰청 홍보대사 | [ 14 ] |

### 광고 모델
| 연도            | 기업명                                | 제품명                                  | 종류                    | 비고                               |
| --------------- | ------------------------------------- | --------------------------------------- | ----------------------- | ---------------------------------- |
| 2009년          | 넥슨                                  | 던전앤파이터                            | 온라인 롤플레잉 게임    | 6대 던파걸                         |
| 2010년          | 오리온                                | 투유 발렌타인                           | 초콜릿                  | [ 16 ]                             |
| 2010년 ~ 2011년 | 크라운제과                            | 마이쮸                                  | 캐러멜                  | [ 17 ]                             |
| 2010년 ~ 2011년 | 엔트리브 소프트                       | 말과 나의 이야기 엘리샤                 | 온라인 액션 라이딩 게임 | [ 18 ]                             |
| 2010년 ~ 2011년 | (주)인디에프                          | 예스비(ysb)                             | 여성 의류               | [ 19 ]                             |
| 2010년 ~ 2011년 | (주)신성통상                          | 유니온베이                              | 캐주얼 의류             | 서인국                             |
| 2011년 ~ 2017년 | (주)멕시카나                          | 멕시카나 치킨                           | 치킨 프랜차이즈         | 혜성 (2014)                        |
| 2011년          | 패션그룹형지                          | 엘리트 학생복                           | 교복                    | [ 22 ]                             |
| 2011년          | 데상트 코리아                         | 르꼬끄 스포르티브                       | 스포츠웨어              | 송중기                             |
| 2011년          | SK텔레콤                              | T스토어                                 | 플래닛 모바일 서비스    | 조영남                             |
| 2011년          | SK텔레콤                              | SK텔레콤 T                              | 통신사                  |                                    |
| 2011년          | SK텔레콤                              | SK텔레콤 4G LTE                         | 통신사                  |                                    |
| 2011년          | 삼성TESCO                             | 홈플러스                                | 대형 할인점 마트        |                                    |
| 2011년          | 현대자동차그룹                        | 현대자동차그룹 : 버스콘서트 - 아이유 편 | 기업 캠페인             |                                    |
| 2011년 ~ 2012년 | 삼성전자                              | 갤럭시S 호핀                            | 휴대폰                  |                                    |
| 2011년 ~ 2012년 | 삼성전자                              | 삼성 갤럭시 S2                          | 휴대폰                  |                                    |
| 2011년 ~ 2012년 | 삼성전자                              | 갤럭시 S2 LTE                           | 휴대폰                  | [ 27 ]                             |
| 2011년 ~ 2012년 | 삼성전자                              | 삼성 WAVE3 : 스물, WAVE의 시작          | 휴대폰                  |                                    |
| 2011년 ~ 2012년 | S-Oil                                 | S-Oil                                   | 정유 업체               | [ 28 ]                             |
| 2011년 ~ 2012년 | 남양유업                              | 떠먹는 불가리스                         | 유제품                  | [ 29 ]                             |
| 2012년          | 농심                                  | 후루룩 칼국수                           | 라면                    | 박보검                             |
| 2012년          | 농심                                  | 신라면 블랙                             | 컵라면                  |                                    |
| 2012년          | 게스홀딩스코리아                      | 지바이게스(G by GUESS)                  | 의류                    | 유승호                             |
| 2012년 ~ 2013년 | SK플래닛                              | 11번가                                  | 오픈마켓                |                                    |
| 2012년 ~ 2013년 | 한국화장품                            | 더 샘                                   | 로드샵 화장품           | [ 31 ]                             |
| 2012년 ~ 2013년 | 엔씨소프트                            | 아이온: 영원의 탑                       | 온라인 롤플레잉 게임    |                                    |
| 2013년          | 넥슨                                  | 서든어택                                | 온라인 FPS 게임         | 가인                               |
| 2013년          | KBS만들기캠페인                       | 안전사회캠페인                          | 공익 광고               |                                    |
| 2014년          | (주)Qdsuh                             | Qdsuh                                   | 화장품                  | 중국 화장품                        |
| 2014년          | (주)스베누                            | 스베누                                  | 운동화 브랜드           | 송재림                             |
| 2014년          | 넥슨                                  | 서든어택                                | 온라인 FPS 게임         | '2014 아이유' 캐릭터 출시          |
| 2014년 ~ 현재   | 소니 코리아                           | 소니 MDR 소니 h.ear                     | 헤드폰                  | 유희열(2014년), 김창완(2015년)     |
| 2014년 ~ 2018년 | 하이트진로                            | 참이슬                                  | 소주(주류)              | 박서준(2018년)                     |
| 2015년          | 넥슨                                  | 서든어택                                | 온라인 FPS 게임         | '2015 아이유' 캐릭터 출시          |
| 2015년          | (주)신성통상                          | 유니온베이                              | 캐주얼 의류             | 이현우                             |
| 2015년 ~ 2016년 | CJ헬로비전                            | 헬로tv VOD                              | 케이블TV 방송           |                                    |
| 2015년 ~ 2016년 | 한국케이블TV방송협회                  | 케이블TV                                | 케이블TV 방송           | 김준현                             |
| 2015년 ~ 2017년 | (주)자연인                            | 아이소이                                | 화장품                  |                                    |
| 2016년          | 카카오게임즈                          | 놀러와 마이홈 for Kakao                 | 모바일 건설 게임        | 캐릭터 출시                        |
| 2016년          | 넥슨                                  | 서든어택                                | 온라인 FPS 게임         | '꿈꾸는 아이유' 캐릭터 출시        |
| 2016년 ~ 2018년 | 하이트진로                            | 이슬톡톡                                | 과일소주(주류)          |                                    |
| 2017년          | 넥슨                                  | 서든어택                                | 온라인 FPS 게임         | '꽃갈피/민박집 아이유' 캐릭터 출시 |
| 2017년          | 현대자동차                            | i30 디스커버리즈                        | 자동차                  | 유인나                             |
| 2017년          | 카카오게임즈                          | 카카오톡 게임별                         | 모바일 게임 채널        |                                    |
| 2017년 ~ 현재   | 경동제약                              | 그날엔                                  | 일반의약품              |                                    |
| 2017년 ~ 현재   | 카카오게임즈                          | 음양사 for Kakao                        | 모바일 게임             |                                    |
| 2017년 ~ 현재   | 동서식품                              | 맥심 모카골드 심플라떼                  | 커피                    |                                    |
| 2018년 ~ 현재   | LG생활건강                            | CNP차앤박화장품                         | 화장품                  |                                    |
| 2018년          | 이랜드월드패션사업부(뉴발란스 코리아) | 뉴발란스 라이프스타일 라인              | 스포츠웨어              |                                    |
| 2018년          | 롯데제과                              | 몽쉘                                    | 초코 파이(과자)         |                                    |
| 2018년          | (주)삼성카드                          | 삼성카드                                | 신용카드                |                                    |
| 2018년 ~ 2019년 | 롯데제과                              | 가나 초콜릿                             | 초콜릿(과자)            |                                    |
| 2020년 ~        | 광동제약                              | 제주 삼다수                             | 물                      |                                    |
| 2020년 ~        | 빙그레                                | 바나나우유                              | 우유                    |                                    |
| 2021년 ~        | 하이트진로                            | 참이슬                                  | 술                      | 재계약                             |

### 드라마
| 연도   | 드라마                  | 역할           |
| ------ | ----------------------- | -------------- |
| 2016년 | 달의 연인 - 보보경심 려 | 고하진/해수 역 |

## 같이 보기
- 아이유
- 아이유의 음반 목록
- 아이유의 콘서트 투어 목록